# Сторнешть
Сторнешть, Сторнешті (рум. Stornești) — село у повіті Ясси в Румунії. Входить до складу комуни Сінешть.
Село розташоване на відстані 309 км на північ від Бухареста, 32 км на захід від Ясс.

## Населення
За даними перепису населення 2002 року у селі проживала 1131 особа, усі — румуни. Усі жителі села рідною мовою назвали румунську.